# Isaac Lihadji
Isaac Lihadji (Marsella, Francia, 10 de abril de 2002) es un futbolista francés que juega en la posición de delantero para el Al-Arabi S. C. de la Liga de fútbol de Catar.

## Trayectoria
A pesar de no haber tenido un contrato oficial con el OM, André Villas-Boas contó con él convocándolo a 6 partidos de Ligue 1, debutando ante el Dijon F. C. O., reemplazando a Hiroki Sakai en el minuto 78, el encuentro terminó 0 a 0. Debido a su rendimiento en las juveniles del OM, la directiva intenta que el joven Lihadji firme su primer contrato oficial, pero él rechaza la oferta.
Llegó al Lille O. S. C. por 300 000 euros, firmando su primer contrato oficial, hasta el 30 de junio de 2023. Unos meses antes de esa fecha se marchó a Inglaterra para jugar en el Sunderland A. F. C. Disputó seis partidos en lo que quedaba de temporada y en agosto fue traspasado al Al-Duhail S. C. Un año después cambió de equipo, pero no de país, al fichar por el Al-Arabi S. C.

## Selección nacional
Ha pasado por las divisiones sub-16, sub-17, sub-18 y sub-19 de Francia, con esta última debutó en una derrota frente a Portugal de 3 a 1, el 25 de febrero de 2020, jugando los 90 minutos.

## Clubes
| Club                       | País       | Año       |
| -------------------------- | ---------- | --------- |
| Olympique de Marsella "II" | Francia    | 2019-2020 |
| Lille O. S. C.             | Francia    | 2020-2023 |
| Sunderland A. F. C.        | Inglaterra | 2023      |
| Al-Duhail S. C.            | Catar      | 2023-2024 |
| Al-Arabi S. C.             | Catar      | 2024-     |

## Palmarés

### Títulos nacionales
| Título               | Club           | País    | Año     |
| -------------------- | -------------- | ------- | ------- |
| Ligue 1              | Lille O. S. C. | Francia | 2020-21 |
| Supercopa de Francia | Lille O. S. C. | Francia | 2021    |